# 五百旗頭幸男
五百旗頭 幸男（いおきべ ゆきお、1978年5月29日 - ）は、日本のジャーナリスト、ディレクター。チューリップテレビのアナウンサーを経て石川テレビ放送に移籍、現在は同局のドキュメンタリー制作部兼報道部の副部長を務めている。第43回放送文化基金賞で番組部門の制作賞を受賞した。

## 来歴・人物
兵庫県宝塚市出身。スポーツ実況アナウンサーを志して、同志社大学文学部社会学科卒業後にチューリップテレビ入社。営業、スポーツ担当の報道記者兼キャスターを経て、2016年4月より夕方のニュース番組のメインキャスターとなった。
2017年、富山市議会の政務活動費問題を追った『はりぼて　腐敗議会と記者たちの攻防』（チューリップテレビ）が番組部門（テレビドキュメンタリー番組）で第43回放送文化基金賞で優秀賞を受賞した。五百旗頭はこの番組で番組部門の個人賞の1つ、制作賞を受賞した。2020年3月、17年間在籍した同社を退社。同年石川テレビに入社し、ディレクターとして勤務。同年8月、監督を務めた映画『はりぼて』が公開された。
2025年5月、映画「能登デモクラシー」が公開。。

## 過去の担当番組
- イブニング・ニュースとやま - スポーツ
- チューリップワイド THE NEWS - THE NEWS@スポ天
- N6 - キャスター

## 出演
- ポリタスTV（YouTube）
- デモクラシータイムス（YouTube）
- 大竹まこと ゴールデンラジオ!（文化放送）

## 監督

### 映画
- はりぼて（2020年8月16日、彩プロ）砂沢智史との共同監督[13][14]
- 裸のムラ（2022年10月8日公開、東風）[15]
- 能登デモクラシー（2025年5月17日公開、東風）[16]